# Pselliophora nigribasis
Pselliophora nigribasis är en tvåvingeart som beskrevs av Edwards 1921. Pselliophora nigribasis ingår i släktet Pselliophora och familjen storharkrankar. Inga underarter finns listade i Catalogue of Life.